# Canthon gemellatus
Canthon gemellatus là một loài bọ cánh cứng trong họ Bọ hung (Scarabaeidae).